# Bobby Jimmy & the Critters
Bobby Jimmy & the Critters, sigla do inglês Bobby Jimmy and the Critters (Bobby Jimmy e os Bichos) foi um grupo de Comedy Rap americano formado por 8 membros depois de 7 anos o grupo acabou por estar falindo mesmo assinando com a Priority Records .http://www.allmusic.com/artist/bobby-jimmy-the-critters-mn0000081466/biography

## Historia
Bom quando o Radialista Bobby Jimmy estava querendo entrar na carreira de rappper, ele com ajuda de Egyptian Lover ele funda a Rapsur Records em 1983, assim em 1984 ele acaba fazendo um grupo, então ele conheçe o DJ Arabian Prince e se junta ao grupo, então ele conheçe General Jeff, B.O. e Jammin Gemini em uma festa no sul de Los Angeles que acaba se juntando ao grupo e assim e formado a formação original do Bobby Jimmy & the Critters

## Inicio
Bom o Grupo começou com um projeto com o nome "We Like a Ugly Women" que seria o primeiro single no grupo com participação de Egyptian Lover, quando ele foi lançado ele recebeu uma recepção boa para a mídia e o que deu fama a West Coast foi que eles apareceram em varias revistas de musica no territorio da East Coast, então com o sucesso garantido eles decidem lançar os singles "Big Butt" e "Knuckle Dragons" o que gerou mais sucesso ao territorio da West Coast, mostrando que não era so a East que tinha talento por ter fundado o Rap com a chegada do Kool Herc, tanto que isso rendeu em um show do grupo em NY com o nome "West Coast Rappers Group invanded Territorie of East Coast" e assim apos o show eles começaram um projeto com o nome "Ugly Knuckle Butt" que seria o primeiro LP do grupo em 1984!

## Ugly Knuckle Butt (1984)
O projeto se iniciou no finalzinho de 1983 e ele começou-se a destacar por rolar varias Demos do EP em Radios como a KACE que no caso seria a Radio que o pai de Arabian Prince trabalhava, e a KDay na qual Bobby Jimmy era Gerente. isso foi uma estrategia para conseguirem mais vendas do album, logo alguns meses entram mais membros pro grupo como Davy-D que deu uma forte ajuda na produção do EP, e a The Lady of Rap que deu uma forte ajuda nos pontos de execução (Arranjos) das musicas, apos o lançamento do LP ele rendeu uma boa perspectiva e foi aclamado pela Critica e pela Midia o LP foi certificado pela RIAA e ganhou Disco de Ouro no finalzinho de 1984.

## Fresh Guys até Back and Pround (1985-87)
Com o sucesso do grupo, lançaram o EP Fresh Guys em 1985 pela Rapsur Records, que teve como forte estreia a música Sheeps.
Mas logo em 1986 soltaram o álbum Roaches: The Beginning que foi um pulo forte pro grupo, que trouxe vários hits.
dando força total nos bailes na época, aonde fizeram vários concertos juntos com os grupos
Rodney O. & Joe Cooley, Egyptian Lover, Public Enemy, Ice-T e World Class Wreckin' Cru
o álbum rendeu muito sucesso ao grupo levando ao disco de ouro em 1986.
em 1987 lançaram o álbum Back Pand Pround pelo selo da Macola Records, o álbum teve uma recepção mediana.
após a saida do General Jeff para fazer parte do Duo Rodney O. & Joe Cooley, e do Arabian Prince para o grupo de gangsta rap N.W.A.
com a chegada do gangsta rap no rap da costa oeste o grupo começou a se decair.

## Hip Hop Prankster e fim do grupo (1988-91)
com a caída do grupo durante o fim dos anos 80 por conta da chegada do gangsta rap com Ice-T e N.W.A o grupo acabou por assinar com a Priority Records em 1988.
mesmo com estilos diferentes o grupo N.W.A tentou o ajudar a se levantar, organizando concertos com os dois grupos por ideia de Dr. Dre
após conseguir alguma grana em 1990 o grupo lançou o Hip Hop Prankster, que teve markenting nenhum como os álbuns anteriores.
Levando a dificuldades financeiras escandalosas, e decretando o fim do grupo e a saida de Bobby Jimmy para a Ruthless Records em 91.

## Albuns de Estudio
- Roaches:The Beginning (1986)
- Back and Proud (1987)
- Hip Hop Prankster (1990)

## EP
- Ugly Knuckle Butt (1984)
- Fresh Guys (1985)

## Coletâneas
- Bobby Jimmy You A Fool: Greatest Hits (1991)